# Керстін Кеппен
Керстін Кеппен (нім. Kerstin Köppen, 24 листопада 1967) — німецька академічна веслувальниця.
Олімпійська чемпіонка 1992 (парні двійки), 1996 (парні четвірки) років.
Чемпіонка світу 1990, 1991, 1994, 1995, 1997 років у складі парної четвірки, срібна призерка 1993 року в складі парної двійки.